# رالی فنلاند ۲۰۲۲
رالی فنلاند ۲۰۲۲ (همچنین به عنوان رالی سکتو فنلاند ۲۰۲۲ شناخته می‌شود) یک رویداد اتومبیل رانی برای خودروهای رالی بود که طی چهار روز بین 4 تا 7 آگوست ۲۰۲۲ برگزار شد.  این رویداد هفتاد و یکمین رالی فنلاند بود. این رویداد هشتمین دور از رالی قهرمانی جهان ۲۰۲۲ ، مسابقات قهرمانی رالی جهان ۲ و قهرمانی رالی جهان ۳ بود. این رویداد در یووسکوله در فنلاند مرکزی  در بیست و دو مرحله ویژه رقابت شد که مسافت رقابتی کل ۳۲۲٫۶۱ کیلومتر (۲۰۰٫۴۶ مایل) را پوشش می داد.